# Castellers de Berlin
Els Castellers de Berlín són una colla castellera de Berlín, Alemanya, fundada el 2018. Vesteixen el color groc. Actualment, encara no han assolit cap estructura de castells de 6 i estan rodant estructures de 5 i el pilar de 4.
La colla va començar a assajar a principis de l'any 2018 en un projecte impulsat per gent d'altres colles, inclosos antics membres dels Xiquets de l'Alster. Els Castellers de la Vila de Gràcia són els padrins els Castellers de Berlín.